# كولين كاميرون
كولين كاميرون (بالإنجليزية: Colin Cameron)‏ (23 أكتوبر 1972 بكيركالدي في المملكة المتحدة - ) هو مدرب كرة قدم ولاعب كرة قدم بريطاني في مركز الوسط. شارك مع منتخب اسكتلندا لكرة القدم. أما مع النوادي، فقد لعب مع ريث روفرز وكوفنتري سيتي وميلتون كينز دونز ونادي سليغو روفرز ونادي ميلوول وهارت أوف ميدلوثيان ووولفرهامبتون واندررز ونادي دندي وBurntisland Shipyard F.C. ‏ وبيرويك راينجرز ونادي اربوراث ونادي كاودينبيث لكرة القدم.

## وصلات خارجية
- كولين كاميرون على موقع الاتحاد الأوربي (الإنجليزية)
- كولين كاميرون على موقع الاتحاد الإسكتلندي (الإنجليزية)
- كولين كاميرون على موقع قاعدة بيانات كرة القدم.إي يو (الإنجليزية)
- كولين كاميرون على موقع ناشيونال فوتبول تيمز (الإنجليزية)
- كولين كاميرون على موقع Soccerbase.com (لاعب) (الإنجليزية)
- كولين كاميرون على موقع عالم كرة القدم.نت (الإنجليزية)